# Eduard Bote
Theodor Gustav Eduard Bote (* 1811; † 1888) war ein deutscher Musikverleger.

## Leben
Bote lernte von 1826 bis 1830 in der Berliner Buchhandlung W. Logier und arbeitete anschließend dort als Gehilfe. Dort lernte er wohl auch das Notenstechen. 1832 wechselte er zur Musikhandlung Adolph Martin Schlesinger, 1836 ging er zur Behr'schen Buch- und Kunsthandlung. Zusammen mit Gustav Bock gründete er am 27. Januar 1838 den Musikverlag Bote & Bock. 1847 schied Bote aus dem Geschäft wieder aus und betrieb fortan eine Steindruckerei.